# Токушіма-хан

Мон роду Хачісука

Токушіма-хан　(яп. 徳島藩, とくしまはん) — хан в Японії, у провінціях Ава й Авадзі, регіоні Шікоку.

## Короткі відомосчі
- Адміністративний центр: замок Токусіма, містечко Токусіма (сучасне місто Токушіма префектури Токушіма).

- Дохід: 256 000 коку.

- Управлявся родом Хачісука, що належав до тодзама і мав статус володаря провінції (国主). Голови роду мали право бути присутніми у великій залі аудієнцій сьоґуна.

- Дочірній хан: Томіда-хан.

- Ліквідований в 1871.

## Правителі
| №  | Ім'я               | Ім'я       | Роки      | Ранг, титул          | Примітки                            |
| -- | ------------------ | ---------- | --------- | -------------------- | ----------------------------------- |
| 1  | Хачісука Йошішіґе  | 蜂須賀至鎮 | 1601-1620 | 従四位下 阿波守      | Старший син Хачісуки Іємаси         |
| 2  | Хачісука Тадатеру  | 蜂須賀忠英 | 1620-1652 | 従四位下 阿波守 侍従 | Старший син Хачісуки Йошішіґе       |
| 3  | Хачісука Міцутака  | 蜂須賀光隆 | 1652-1666 | 従四位下 阿波守 侍従 | Старший син Хачісуки Тадатеру       |
| 4  | Хачісука Цунамічі  | 蜂須賀綱通 | 1666-1678 | 従四位下 阿波守 侍従 | Старший син Хачісуки Міцутаки       |
| 5  | Хачісука Цунанорі  | 蜂須賀綱矩 | 1678-1728 | 従四位下 淡路守 侍従 | Старший син Хачісуки Таканорі       |
| 6  | Хачісука Мунекадзу | 蜂須賀宗員 | 1728-1735 | 従四位下 淡路守 侍従 | Шостий син Хачісуки Цунанорі        |
| 7  | Хачісука Мунетеру  | 蜂須賀宗英 | 1735-1739 | 従四位下 阿波守 侍従 | Тречій син Хачісуки Такайоші        |
| 8  | Хачісука Мунешіґе  | 蜂須賀宗鎮 | 1739-1754 | 従四位下 阿波守 侍従 | Молодший брат Мацудайри Йорітаке    |
| 9  | Хачісука Йошіхіро  | 蜂須賀至央 | 1754      | —                    | Молодший брат Хачісуки Мунешіґе     |
| 10 | Хачісука Шіґейоші  | 蜂須賀重喜 | 1754-1769 | 従四位下 阿波守 侍従 | Четвертий син Сатаке Йошімічі       |
| 11 | Хачісука Харуакі   | 蜂須賀治昭 | 1769-1813 | 従四位下 阿波守 侍従 | Старший син Хачісуки Шіґейоші       |
| 12 | Хачісука Нарімаса  | 蜂須賀斉昌 | 1813-1843 | 従四位下 阿波守 侍従 | Другий син Хачісуки Харуакі         |
| 13 | Хачісука Наріхіро  | 蜂須賀斉裕 | 1843-1868 | 従四位上 阿波守 参議 | Двадцять другий син Токуґави Ієнарі |
| 14 | Хачісука Мочіакі   | 蜂須賀茂韶 | 1868-1871 | 従四位上 阿波守 侍従 | Старший син Хачісуки Наріхіро       |